# Sambong (Sambong)
Sambong is een bestuurslaag in het regentschap Blora van de provincie Midden-Java, Indonesië. Sambong telt 2421 inwoners (volkstelling 2010).